# سيمون روبرتس
سيمون روبرتس (11 سبتمبر 1926 بديربان في جنوب أفريقيا - ) (بالإنجليزية: Simon Roberts)‏ هو لاعب كريكت جنوب أفريقي. لعب مع Cambridgeshire County Cricket Club ‏ ونادي جامعة كامبريدج للكريكيت ‏.

## وصلات خارجية
- سيمون روبرتس على موقع إي آس بي آن كريك إنفو (الإنجليزية)